# Tatort: Der Herr des Waldes
Der Herr des Waldes ist ein Fernsehfilm aus der Krimireihe Tatort. Der vom SR produzierte Beitrag ist die 1162. Tatort-Episode und wurde am 5. April 2021 im Ersten ausgestrahlt. Es ist der zweite Fall des Saarbrücker Ermittlerduos Schürk und Hölzer.

## Handlung
Die 18-jährige Schülerin Jessica wird nach einem Date im Wald brutal ermordet. Leo Hölzer und Adam Schürk ermitteln. Die Schülerin wurde mit einem Pfeil angeschossen und mit einem Messerstich ins Herz getötet. Ihr Brustkorb wurde anschließend eröffnet, das Herz herausgerissen und nachträglich wieder dort platziert. Nach Jägerart wurde ihr Leichnam mit einem Tannenzweig drapiert, außerdem wurden ihr zwei Fingerkuppen der rechten Hand entfernt, möglicherweise als Trophäe. Während Pia Heinrich von einem Serientäter ausgeht, da es in Frankreich analoge Fälle gab, ermitteln die beiden Kommissare in mehrere Richtungen, denn zeitgleich zur Tat wurden drei Hochsitze zum Einsturz gebracht. Auf einem von ihnen saß ein betrunkener Jäger, der mit schweren Verletzungen überlebte. Auch in der Schulklasse von Jessi befinden sich verdächtige Personen, da Jessi einige Verehrer hatte.
Während des Falls wird Roland Schürk, Adams Vater, aus dem Krankenhaus entlassen. Er war vor zwei Monaten aus dem Koma erwacht, in das er vor 15 Jahren durch einen Schlag mit einem Spaten von Leo Hölzer gefallen war. Hölzer hatte Adam geholfen, nachdem dessen Vater ihn zum wiederholten Mal misshandelt und mit dem Gürtel verprügelt hatte. Die beiden Jugendfreunde hatten die Tat wie einen Unfall aussehen lassen. Während Adam weiterhin wütend auf seinen Vater ist, fürchtet Leo, dass jener sich trotz der langen Bewusstlosigkeit erinnern und so die Tat herauskommen könnte. Da versuchter Totschlag nach 15 Jahren noch nicht verjährt ist, hätte das gravierende Konsequenzen für ihn und seine Laufbahn als Polizist.
Ins Visier der Ermittler gelangen zunächst die beiden militanten Veganer Simon und Manuel, die sich bei Angaben zu ihrem Alibi widersprechen. Außerdem haben die Ermittler Zweifel am Alibi von Clemens Lausch, dem Sohn des Philosophie-Lehrers Peter Lausch, der in Jessi verliebt war. Derweil führt eine andere Spur auf den Franzosen Rasa Huiblot, der durch einen schweren Autounfall seine Stimmbänder verloren hatte und sich als mysteriöser Einsiedler im saarländischen Wald versteckt hält.
Letztlich hängt die Tat auch mit Roland Schürk zusammen. Kurz bevor dieser ins Koma fiel, hatte ihn jemand mit einem Pfeil angeschossen. Hinter dieser Tat steckt Peter Lausch. Er ist ein Psychopath, der schon neun Menschen getötet hatte und bei Roland versagte. Er ließ sich in Saarbrücken nieder und lauerte darauf, dass sein Opfer aus dem Koma erwacht, um die Tat zu Ende zu bringen. Jessica war ein leichtes Opfer, da sie sich in den Waldmenschen Huiblot verliebt hatte. Lausch konnte die Spur so nicht nur auf seinen eigenen Sohn lenken, der ebenfalls in Jessica verliebt war, sondern auch auf den Waldmenschen.
Als die beiden Ermittler auf Grund der Aussagen des Waldmenschen hinter die Tatumstände kommen, ist es fast zu spät. Lausch hat Roland Schürk entführt und versucht, seine damalige Tat zum Abschluss zu bringen. Die beiden Kommissare kommen rechtzeitig an, zögern jedoch einzugreifen, da ihnen der Tod des Entführten gelegen käme. Schließlich siegt jedoch die Vernunft. Bevor Lausch zustechen kann, wird er von Leo Hölzer erschossen. Die eintreffenden Kommissarinnen Pia Heinrich und Esther Baumann kümmern sich um den noch immer am Boden liegenden Roland Schürk. Dieser bedankt sich bei Hölzer und sagt den Kommissarinnen: „Es ist gut, dass Sie da sind. Ich habe ein paar sehr interessante Informationen für Sie.“

## Hintergrund
Der Film wurde vom 26. Juni bis 22. Juli 2020 in Saarbrücken und Umgebung gedreht. Die Dreharbeiten verzögerten sich durch die COVID-19-Pandemie und die durch sie verursachten Einschränkungen.

## Rezeption

### Kritiken
Der Tatort wurde unterschiedlich bewertet. Voll des Lobes ist Christian Buß im Spiegel:

„Denn [der Plot] ist – bislang jedenfalls – sensationell gut gebaut. In der aktuellen Folge ist man sofort wieder in der horizontalen Handlung rund ums Saar-Ermittlerteam drin, die am Ostermontag vor einem Jahr ihren Anfang nahm. […] Klug, kühl und grausam wird das Publikum in ein Schreckensszenario gelenkt, das mit dem Abspann nicht endet.“

Etwas verhaltener wirkt die Kritik von Holger Gertz in der Süddeutschen:

„Mal wieder zu viel Stoff für knapp neunzig Minuten, nicht nur der Herr des Waldes steht im Wald. Dafür ist die Kameraarbeit von Tobias Schmidt beeindruckend, tolle Bilder aus der gewaltreichen Vergangenheit und der waldreichen Gegenwart.“

Negativ beurteilt wurde Herr des Waldes dagegen von Sylvia Staude in der Frankfurter Rundschau und von Matthias Dell auf Zeit Online:

„Wie aus schlechter alter Zeit wirkt dieser Tatort. Wie aus einer Zeit, als dick aufgetragen wurde und die Klischees laufen lernten, die heute begraben gehören und auch meist begraben wurden. Hölzemann und Theede sowie die Senderverantwortlichen aber haben entweder nicht realisiert, dass das Zurichten von Frauenkörpern, das Schwelgen in originellen Tötungsmethoden, in Blut und Schmerz nicht mehr angesagt sind. Oder es ist ihnen egal.“

„Letztlich hat der Informationsdruck auf den letzten Metern auch damit zu tun, dass dieser Tatort wieder mal ein Krimi ist, der keiner sein will. Also dauernd Zeit mit dem Familienquark verplempert, der angerührt wird als Mischung aus soaphaft hoher Schicksalsschlagzahl und schauspielschulesk dramatischstem Mundwinkelzittern bei banalsten Auskünften. Womöglich altert dieser spezifisch deutsche Pulp wenigstens gut, so hätten wenigstens spätere Generationen Freude an ihm.“

### Einschaltquoten
Tatort: Herr des Waldes wurde am Ostermontag ausgestrahlt, nachdem auf dem normalen Tatort-Sendungsplatz sonntags eine Wiederholung von Tatort: Die ewige Welle (2019) ausgestrahlt wurde. Der Herr des Waldes erreichte am Montag 9,25 Millionen Zuschauer, was eine Quote von 26,3 Prozent ausmachte, bei den jüngeren Zuschauern 20,6 Prozent.